# Un día con el diablo
Un día con el diablo es una película de comedia mexicana de 1945 dirigida por Miguel M. Delgado y protagonizada por Mario Moreno "Cantinflas", Susana Cora, Andrés Soler y Miguel Arenas. Es la película nacional más célebre ambientada en la Segunda Guerra Mundial, que sirvió como instrumento de propaganda del bando aliado en el país azteca, que en 1942 había entrado en el conflicto. Es la primera vez que Cantinflas interpreta el papel de soldado, el cual volvería a aparecer en ¡A volar joven! (1947). Es la única película en la que solamente se relaciona con una mujer, quien en los últimos minutos interpreta a un ángel.

## Argumento
Un humilde vendedor de periódicos es confundido con el soldado desertor Juan Pérez y acaba alistado contra su voluntad y con un nombre falso en el ejército precisamente en un momento en el que su país se encuentra en guerra. Aunque él trata de demostrar por todos los medios que no es quien dicen que es nadie le hace caso y termina en el frente donde muere en combate. Su alma llega al cielo donde San Pedro le dice que espere afuera mientras tramita su entrada. Deambulando Cantinflas decide dar una vuelta por el infierno donde tendrá una interesante conversación con el mismo diablo, un Satanás devaluado que se queja de que ya nadie le teme, ambos conversarán amistosamente acerca del pasado, el presente y el futuro del mundo que se debate en una guerra por la libertad y la democracia, hasta que finalmente Cantinflas es esperado por una de las ángeles para revolver su caso y se va con ella.

## Reparto
- Mario Moreno "Cantinflas" como Falso Juan Pérez, soldado y sargento.
- Susana Cora como Hija del Coronel
- Andrés Soler como Satanás
- Miguel Arenas como Coronel
- Lauro Benítez
- Roberto Corell
- Manuel Dondé
- Pedro Elviro
- Juan García
- Rafael Icardo
- Pepe Nava
- Óscar Pulido
- José Eduardo Pérez
- Salvador Quiroz
- Humberto Rodríguez
- Ángel T. Sala
- Estanislao Schillinsky
- Hernán Vera como Emperador Nerón
- Roberto Cañedo como Extra